# هم‌ساخت‌شناسی

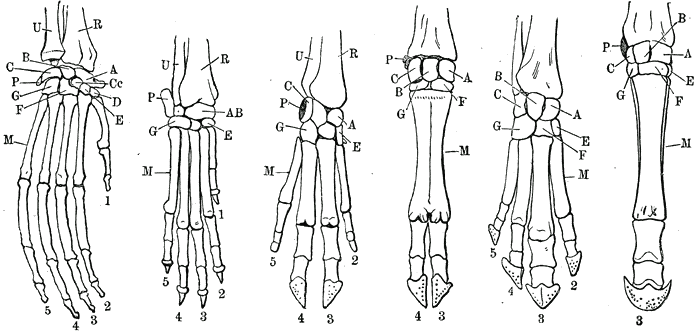
پای جلویی در پستانداران نمونه‌ای از هومولوژی است.

در نظریه تکامل، هم‌ساخت‌شناسی یا هومولوژی (homology) به بررسی شباهت ویژگی‌های زیست‌شناختی که ناشی از اشتراک نیایی است می‌پردازد و در شاخه‌های گوناگون زیست‌شناسی نمونه‌های آن وجود دارد. ساختمان‌های کالبدشناختی که کارکردهای یکسانی در گونه‌های مختلف زیستی دارند و از یک ساختار در یک گونه که نیای همه آنهاست، تحول یافته‌اند، هم‌ساخت نامیده می‌شوند. در ژنتیک می‌توان هم‌ساختی را در ساختار دی‌ان‌ای مشاهده کرد.
هم‌ساختی اساس سازماندهی برای زیست‌شناسی مقایسه‌ای را شکل می‌دهد. در ۱۸۴۳ RICHARD OWEN (ریچارد اُوِن) همولوژی را به عنوان «اندام‌های مشابه در جانوران مختلف با هر تنوع شکل و عملکرد» توصیف کرد. اندام‌های متفاوت در بال خفاش، بالهٔ یک خوک آبی، پنجهٔ گربه و دست انسان یک ساختار اساسی مشترک از استخوان‌ها و ماهیچه‌ها را دارند. اُوِنر(owen) نتیجه گرفت که شاید یک نقشه ساختمانی مشترک در همهٔ مهرداران وجود دارد، همچنین برای هر رده از مهرداران، ویژگی‌های همولوگ ارگانیسم‌ها ناشی از سهیم بودن آن‌ها در یک نیای مشترک است و این قبیل ویژگی‌ها اغلب ارگانیسم‌های جنینی و پیشرفته مشابه دارند. همولوگوس در مقابل ویژگی آنالوگ قرار می‌گیرد. تشابه‌های درنظر گرفته‌شده بین اندام‌ها در آرایه‌هایی که آخرین نیای مشترک آن‌ها یکسان نیست، مثلاً بالهای خفاش و پرندگان، که به‌طور جداگانه رشد و نمو کردند، امّا هر دو از بال جلویی مهرداران نمو پیدا کرده‌اند و بنابراین ویژگی جنین‌شناسی اولیه مشابهی را دارند.
به هر حال، یک ویژگی همولوگ بستگی به سطح رده‌بندی و آناتومی دارد که آزمایش شده است. برای مثال بال پرنده و خفاش همولوگ هستند مانند بازوها در چهارپایان. اگر چه بال‌ها همولوگ نیستند، زیرا اندام به عنوان یک بازو (نه بال)، در آخرین نیای مشترک چهارپایان خدمت کرده است. طبق تعریف، هر ویژگی همولوگ یک کلاد را تعریف می‌کند. یک تاکسون متحدالاصل که در آن همهٔ اعضا دارای آن ویژگی هستند (یا به زوال یافته است) و غیراعضاها آن را ندارند. یک ویژگی هولوگ ممکن است هموپلوسیس باشد- یعنی به صورت مستقل حاصل می‌شوند امّا از یک ساختار اجدادی مشابه پلیومرفیک- که در جد مشترک وجود دارد امّا در بعضی از نسل‌ها اهمیت خود را از دست داده یا آپومرفیک در جدّشان وجود داشته است و در همه نسل‌ها نیز هست. یک ویژگی همولوگوس اغلب همولوگ نامیده می‌شود. در ژنتیک واژه همولوگ هم برای پروتئین‌های مشابه و ژن‌های (توالی DNA) کدکننده به کار برده می‌شود.

## همانندی ساختارها
دودمان اشتراکی می‌تواند تکاملی یا توسعه یافته باشد. تبار تکاملی به این معنی است که این ساختارها از بعضی از ساختارهای اجدادی مشترک منشأ گرفته‌اند. برای مثال، بال‌های خفاش و بازوان نخستی‌ها در این مفهوم مشابه‌اند (همولوگ اند). دودمان نمو یافته به این معنی است که این ساختارها در نمو جنینی از یک بافت مشابه برآمده‌اند (منشأ گرفته‌اند). تخمدان‌ها در زنان و بیضه‌ها در مردان در مفهوم همولوگ‌اند. همولوژی متفاوت از آنالوژی است، که رابطهٔ بین صفاتی که ظاهراً مشابه‌اند امّا تکامل فیلوژنی مستقلی را دارند، توصیف می‌کند. بال‌های دانه درخت افرا و بال‌های یک مرغ دریایی آنالوگ اند امّا همولوگ نیستند (هر دو اندام اجازه حرکت در باد را داده، امّا از یک ساختار مشابه نمو (تکامل) پیدا نمی‌کنند). آنالوژی عمدتاً به تشابهات اشاره دارد که بیشتر موازی، معکوس و همگرا تشخیص داده شده‌اند.
از دید زیست‌شناسی توسعه یافته تکاملی (evo-devo) که تکامل دیده شده به عنوان تکامل توسعهٔ ارگانیسم‌ها. Rolf sattler تأکید کرد که هم‌ساختاری می‌تواند جزئی باشد. ساختارهای جدید می‌تواند از طریق ترکیب مسیرهای توسعه یافته یا بخش‌هایی از آن استنتاج شود.
به عنوان یک نتیجه: ساختارهای موزاییکی یا دورگه می‌تواند هم ساختی‌های مشترکی را نشان دهند. برای مثال برگ‌های مرکب گیاهان گلدار مشخصی به صورت جزئی هم ساختار هم برگ‌ها و هم ساقه‌ها هستند زیرا آن‌ها ترکیبی از بعضی ویژگی‌های ساقه‌ها و برگ‌ها هستند.

## ساختارهای هم‌ساخت در دیگر شاخه‌ها
بحث دربارهٔ هم ساختاری به‌طور عادی خورشان را به اعضای چهارپایان مهرداران محدود می‌کند و گاهی اوقات ساختارهای دیگر را، مثل تغییر دادن دندان‌ها در وال‌ها و فیل‌ها متأثر می‌کند. هم ساختارها (همولوژی) بیتش مهمی برای دسته‌بندی در هر جایی در قلمرو جانوران فراهم می‌کند اگر چه تعدادی از آن‌ها ممکن است به‌طور قابل توجهی دور از انتظار باشد.
برای مثال در داخل arthropodها، بروسکا و بروسکا همولوژی زیرین (جدول زیر) را برای ۱۰ سومیت اول (بخش‌های جنینی) در گروه‌های متعددی از arthropod فراهم می‌کند، امّا اضافه می‌شود که «... موضوع عنوان ضمیمه هومولوژی (هم ساختاری) بین از arthropodها کاملاً مغشوش و بسیار قابل بحث است…»

## همانندی توالی‌ها در ژنتیک
هم ساختاری بین پروتئین‌ها و DNA اغلب بر پایهٔ همانندی توالی‌ها نتیجه می‌شود به‌خصوص در بیوانفورماتیک، برای مثال، در کل، اگر دو یا تعداد بیشتر ژن توالی‌های بسیار مشابه DNA داشته باشند شبیه این است که هم‌ساختند (همولوگوس) امّا شبیه بودن توالی‌ها ممکن است بدون جد مشترک نتیجه شود. توالی‌های کوتاه ممکن است شانسی شبیه باشند و توالی‌ها ممکن است به دلیل اینکه هر دو برای پیوستن به یک پروتئین خاص انتخاب شده باشند؛ همانند یک عامل اونویسی. این قبیل دنباله‌ها شبیه هستند، امّا همانند نیستند ناحیه‌های توالی که همانند هستند حفاظت شده نامیده می‌شوند. این نباید اشتباه گرفته شود با حفاظت شده در توالی‌های آمینواسیدی که این آمینواسیدها در شرایط خاص با نوع دیگری که از نظر عملکرد فیزیکی و شیمیایی مشابه‌اند جایگزین شوند.
عبارت درصد هم ساختاری گاهی اوقات به نادرست استفاده می‌شود. درصد همانندی یا درصد شباهت باید برای مقداری کردن همانندی بین توالی‌های مولکول‌های زیستی استفاده شود.
برای دو توالی در حال وقوع، درصد همانندی یک اندازه‌گیری واقعی است، از آنجاییکه همانندی یک فرض پشتیبانی شده به وسیلهٔ مدارک و شواهد است. دیگر که می‌تواند، به هم ساختاری جزئی اشاره کند در جاییکه یک کسر از توالی‌های مقایسه شده (فرض شده) نسل را تقسیم می‌کنددر حالی که بقیه این جنین نیستند. برای مثال هم‌ساختاری جزئی ممکن است از رویداد هم جوشی ژن نتیجه شود. بسیاری الگوریتم‌ها برای دسته‌بندی توالی‌های پروتئین وجود دارند. برای توالی خانواده‌هایی که مجموعه‌ای از توالی‌های هم ساختاری متقابل (دو به دو ناسازگار) هستند. (دسته‌بندی توالی‌ها وصف بندی توالی‌ها را ببینید) بعضی پایگاه‌های دادهٔ زیست‌شناسی مخصوص توالی‌های هم ساختار را در ژنوم حیوانات جمع‌آوری می‌کنند.
دنباله‌های هم ساختاری دو نوع اند: orthologous,paralogous

## ارتاساختی
دنباله‌های هم ساختاری اَرتاساخت orthologous هستند اگر به وسیله اتفاقات خاص از هم جدا شده باشند. هنگامی که یک نمونه به دو نمونه جدا واگرا می‌شود کپی‌های واگرا از یک ژن مقرد در نتیجه گونه‌هایی هستند که اَرتاساخت (اُرتولوگوس) نامیده می‌شوند.
ژن‌های ارتاساخت ژن‌هایی هستند که در نمونه‌های متفاوتند که شبیه به یکدیگر هستند زیرا آن‌ها به وسیلهٔ نسبت رأسی (نژادهای عمودی) از ژن مقردی از آخرین جد مشترک منشأ می‌گیرند. واژه ortholog در سال ۱۹۷۰ به وسیلهٔ والترفیچ (walter fitch) ابداع شد.
محکم‌ترین دلیل برای اینکه دو ژن مشابه ارتاساخت هستند نتیجهٔ یک تحلیل وابسته به تکامل نژادی اصل و نسب ژن است. ژن‌هایی که درون یک دسته (clade) یافت می‌شوند ارتاساخت هستند و ناشی از یک جد مشترک‌اند. ارتاساخت‌ها اغلب امّا نه همیشه دارای همان عملکردند (دارای عملکرد یکسان اند). توالی‌های ارتاساخت اطلاعات مفیدی در مورد طبقه‌بندی آرایه‌ای و مطالعات چند ژنی (پلی ژنتیک) ارگانیسم‌ها تهیه می‌کند.
الگوی واگرایی ژنتیکی می‌تواند برای ردیابی وابستگی ارگانیسم‌ها استفاده می‌شود. دو ارگانیسم به‌طور نزدیکی بهم وابسته‌اند احتمالاً توالی‌های DNAهای خیلی شبیه به هم را بین دو اُرتولوگ نمایش می‌دهند.
برعکس یک ارگانیسم که به صورت تکاملی بیش تر از ارگانیسم دیگر حذف شده است شبیه نمایش یک واگرایی بزرگتر در توالی ارتاساخت‌های مطالعه شده است. بعضی پایگاه‌های دادهٔ مخصوص شدهٔ دیگر، ابزارهایی برای معرفی و جمع‌آوری توالی‌های ارتاساخت فراهم می‌کنند.
این منابع (پایگاه‌های داده) در ارتباط‌هایی بکار می‌روند که می‌توانند به‌طور کلی به آن‌هایی که بر اساس مقایسه توالی‌های دو به دو است و آن‌هایی که در متدهای (روش‌های) فیلوژنتیک استفاده می‌شوند دسته‌بندی شوند.
روش‌های مقایسهٔ توالی‌ها، اولین بار بوسیلهٔ COGS پیشگام شد، هم‌اکنون نیز توسعه پیدا کرده و به‌طور اتوماتیک وار به وسیلهٔ پایگاه اطلاعاتی eggnog زیاد شده است.
در پارانوئید مرکز توجه روی ارتباط دو به ودی ارتولوگ هاست.
Ortho DB درک می‌کند که مفهوم ارتاساختی وابسته به نکات مخصوص متفاوتی هست البته به وسیلهٔ تهیه یک سلسله مراتب از ارتاساخت در طول انواع درخت (توضیح اضافه: منظور درخت فیلوژنی یا درخت تبار زایشی است).

## پراساختی
دنباله‌های هم ساختار پَراساخت paralogous هستند اگر آن‌ها بوسیلهٔ وقایع نسخه برداری ژن‌ها جدا شده باشند: اگر یک ژن در یک ارگانیسم برای اینکه دو موقعیت متفاوت را در ژنوم یکسان اشغال کند رونویسی می‌شود، سپس این دو کپی را پَراساخت گویند.
یکسری از توالی‌هایی که پراساخت هستند پراساخت همدیگر نامیده می‌شوند.
پراساخت‌ها هم به‌طور نمونه عملکردهای شبیه هم یا یکسانی دارند، امّا گاهی اوقات نیز ندارند؛ به وسیلهٔ فقدان فشار انتخاب طبیعی روی یک کپی از ژن رونویسی شده، این کپی از هر گونه جهش و بدست آوردن عملکردهای جدید محفوظ می‌ماند.
توالی‌های پراساخت دید مفیدی از راه استخراج ژنوم تهیه می‌کند. ژن‌های کدکنندهٔ میوگلوبین و هموگلوبین به عنوان پارالوگ‌های قدیمی در نظر گرفته می‌شوند.
سادگی:۴ کلاس (دسته) شناخته شده هموگلوبین (هموگلوبینA، هموگلوبین A_۲، هموگلوبینB، هموگلوبینF) پراساخت همدیگرند، وقتی که هر کدام از این پروتئین‌ها عملکرد مشابه اساسی انتقال اکسیژن را سرویس دهی می‌کنند. آن‌ها تقریباً به آرامی در عملکرد از هم واگرائیدند: هموگلوبین جنینی (هموگلوبینF) پیوستگی بالاتری برای اکسیژن از هموگلوبین بالغین دارد. عملکرد، همیشه از صدمات محافظت نشده است. اگر چه آنژیوژنین (angiogenin) انسانی، از ریبونوکلئاز انشعاب یافته (واگرائیده)، برای مثال: در حالیکه ۲ پراساخت در ساختمان سوم خود بسیار شبیه بهم باقی مانده‌اند، عملکردشان در داخل سلول هم‌اکنون کاملاً متفاوت است.
ژن‌های پراساخت اغلب به گونه‌های مشابهی تعلق دارند، امّا مشابه بودن هم همیشه ضرورت ندارد: برای مثال، ژن‌های هموگلوبین انسان‌ها و ژن میوگلوبین شامپانزه‌ها پارالوگ هستند. این یک اشکال رایج در بیوانفورماتیک است: وقتی که ژنوم گونه‌های متفاوت توالی یابی شدند و ژن‌های هم ساختار پیدا شدند، یک چیزی که نتوانست سرعت استنتاج (نتیجه‌گیری) شود این بود که این ژن‌ها عملکرد یکسان یا مشابه دارند، به‌طوری که آن‌ها می‌توانند پراساخت‌هایی باشند که عملکردشان واگرا شده باشد.

## Ohnology
ژن‌های ohnology، ژن‌های پارالوگ هستند که به وسیلهٔ فرایند رونویسی کل ژنوم (WGD) منشأ گرفتند. Ohnology برای آنالیزهای تکاملی ذی‌نفع می‌شوند چون همشان برای طول مدت زمان‌های مشابه از منشأهای مشترک واگرا می‌شوند.

## Xenology
هم ساختارها از ژن‌های افقی که بین دو ارگانیسم منتقل می‌شوند نتیجه می‌شوند که بنام اصطلاح xenology نامیده می‌شوند.
Xenologyها می‌توانند عملکردهای مختلف داشته باشند، اگر محیط جدید به‌طور گسترده‌ای برای ژن‌های جابجا شده افقی متفاوت باشد. به‌طورعموم، اگر چه، xenologyها به‌طور نمونه عملکردهای مشابه در هر دو ارگانیسم دارند.

## Gametology
گامتولوژی رابطهٔ بین ژن‌های هم‌ساختار روی کروموزوم‌های نو ترکیب نشده جنس مخالف مشخص می‌کند. Gametologyها از منشأهای ژنتیکی تعیین جنسیت نتیجه می‌شوند و مانع نو ترکیبی بین کروموزوم‌های جنسی است. مثال‌های گامتولوگ‌ها (Gametologs) در پرندگان شامل CHDWوCHDZ